# Elizabeth J. Duncan
Pour les articles homonymes, voir Duncan.
Elizabeth J. Duncan, est une romancière canadienne, auteure de roman policier.

## Biographie
Elizabeth J. Duncan est diplômé de l’Université Carleton d'Ottawa. Avant de devenir romancière, elle a travaillé comme écrivaine et rédactrice pour des journaux canadiens, dont l’Ottawa Citizen et The Hamilton Spectator.
En 2009, elle publie son premier roman, The Cold Light of Mourning, mettant en scène Penny Brannigan, une manucure et expatriée canadienne vivant à Llanelen au Pays de Galles. Avec ce roman, elle est nommée pour le prix Agatha 2009 et le prix Arthur-Ellis 2010 dans la catégorie meilleur premier roman. Avec le septième roman de cette série, Murder on the Hour, elle est lauréate du prix Bony Blithe 2017.
En 2015, elle débute une nouvelle série Shakespeare in the Catskills, ayant comme personnage principal Charlotte Fairfax, ancienne maîtresse de costume de la Royal Shakespeare Company, travaillant désormais comme costumière pour une petite entreprise dans le nord de l’État de New York.

## Œuvre

### Romans

#### SériePenny Brannigan
- The Cold Light of Mourning (2009)
- A Brush with Death (2010)
- A Killer's Christmas in Wales (2011)
- A Small Hill to Die On (2012)
- Never Laugh As a Hearse Goes By (2013)
- Slated for Death (2015)
- Murder on the Hour (2016)
- Murder Is for Keeps (2017)
- The Marmalade Murders (2018)
- Remembering the Dead (2019)
- On Deadly Tides (2020)

#### SérieShakespeare in the Catskills
- Untimely Death (2015)
- Ill Met by Murder (2016)
- Much Ado About Murder (2017)

## Prix et distinctions

### Prix
- Prix Bony Blithe 2017 pour Murder on the Hour[1]

### Nominations
- Prix Agatha 2009 du meilleur premier roman pour  The Cold Light of Mourning[2]
- Prix Arthur-Ellis 2010 du meilleur premier roman pour  The Cold Light of Mourning[3]
- Prix Bony Blithe 2013 pour A Small Hill to Die On[1]
- Prix Bony Blithe 2014 pour Never Laugh As a Hearse Goes By[1]
- Prix Bony Blithe 2016 pour Untimely Death[1]
- Prix Bony Blithe 2018 pour Much Ado About Murder[1]
- Prix Bony Blithe 2019 pour The Marmalade Murders[1]
- Prix Bony Blithe 2020 pour Remembering the Dead[1]